# Georg Danzer
Georg Danzer est un chanteur autrichien, auteur-compositeur-interprète, né le 7 octobre 1946 à Vienne et mort le 21 juin 2007 à Asperhofen, Basse-Autriche.
Il produit sa première chanson, "Vera", en 1968 puis se fait plutôt connaître comme auteur pour d'autres chanteurs autrichiens. Mais c'est en 1975 avec le titre "Jö schau" (Oh regarde), chanson qui met en scène le café de Vienne Hawelka, que Georg Danzer rencontre le succès populaire et devient alors une figure emblématique de la scène pop autrichienne. 
Après quelques années passées en Allemagne et en Espagne, Georg Danzer revient en 1990 en Autriche notamment avec l'album "Wieder in Wien" (De retour à Vienne).
En quarante années de carrière musicale, il compose plus de 400 chansons dont de nombreux succès.